# All Mixed Up
All Mixed Up – minialbum amerykańskiego zespołu KoЯn, wydany jako dodatek do płyty Issues. Zawiera trzy niepublikowane wcześniej mixy, dwa utwory w wersji na żywo znajdujące się na jednej ścieżce oraz jeden niepublikowany utwór.

## Lista utworów
1. "A.D.I.D.A.S." (Radio mix) – 2:34
2. "Good God" (Dub Pistols mix) – 6:20
3. "Got the Life" (Josh Abraham remix) – 4:01
4. "Twist/Chi" (Live) – 5:16
5. "Jingle Balls" – 3:27